# AARON
Aaron: el robot pintor es un sistema robótico y proyecto innovador dentro de su contexto histórico de creación, desde el año 1973 por el pintor y docente Harold Cohen. Su objetivo y finalidad es reproducir y crearas pictóricas desde un sistema de producción automática mediante un algoritmo de interpretación. Se le conoce al robot pintor y ya es un personaje importante dentro del arte digital y tecnológico.
El proyecto, todavía en investigación, se ha visto en diferentes exposiciones de los museos más importantes internacionalmente, a la vez que plantea dilemas morales sobre la creatividad computacional y su impacto dentro del ámbito artístico.

## Funcionamiento
Aaron funciona mediante la inteligencia artificial, la programación y la tecnología. Una base de datos con listas de elementos de objetos, cuerpos y sus relaciones, además de unas normas reglamentadas basadas en cimientos de bellas artes que el aparato toma como referencias, cómo: composición, teoría de los colores, el uso de herramientas y de pinceles...., el robot es capaz de crear una obra pictórica única e irrepetible por el mismo aparato. Es decir, sin hacer uso de ninguna imagen ni fotografía, este seguido de información almacena la apariencia física de los cuerpos, los movimientos y las posturas de los seres humanos, además de los diferentes estados o características de cualquier elemento aprendido por Aaron. Con la acumulación de todos estos datos y la ayuda del Software (programado para representar pautas gráficas a través de una gran impresora Plotter.) se mezclan todos los factores en disposición para el objetivo deseado creando diferentes variaciones aleatorias, para que no se repita ningún resultado final. El conocimiento del robot es acumulativo, por lo tanto, si el aparato dispone de mucha información sobre un componente y sus características en concreto, tendrá que procesar más variaciones para conseguir un efecto único. Así pues, Aaron es una serie de normas las cuales al cumplirse una condición, se activan y ejecutan su propio código.
Por otro lado, Aaron se caracteriza por un conocimiento de obliteración, lo cual implica solo seguir unos patrones determinados que no dejan "violar" o desajustarse de aquello establecido por normativa. Por ejemplo, el robot no es capaz de imaginar algo fuera de sus parámetros o de dibujar alguien con tres piernas o un solo brazo, puesto que se rige por un patrón único del cuerpo humano, lo que puede resultar bastante discriminatorio.
Así pues, Aaron no pinta desde un sistema de píxeles, sino que se presenta como un pintor artificial haciendo uso de pinceles y pintura real, mediante la combinación y variación de sus conocimientos logrados y sin ser instruido por ningún tipo de factor externo a la hora de hacer su trabajo.

## Historia
El sistema robótico de Aaron presenta sus orígenes en 1973 como programa de creación de arte por el artista, programador y profesor de la Universidad de California, Harold Cohen, mientras cursaba en el Laboratorio de Inteligencia Artificial de la Universidad de Stanford.
Cohen construyó la máquina para su propia pintura, enseñó al aparato a mezclar acrílicos y puso en práctica la pintura de bodegones, retratos y figuras humanas sin el uso de referentes multimedia ni de fotografía.
Durante los inicios del proyecto, el sistema se enfocó como un proceso de aprendizaje, tomando al robot como a un niño aprendiz de pintura. Con la memoria infinita propia de un ordenador, el proceso de aprendizaje de Aaron cada vez estaba más realizado, de modo que cada vez que aprendía algo, de más conocimientos disponía y los resultados eran progresivamente más óptimos. Aun así, la primera versión del robot respondía con una técnica aparentemente igual a la de su autor, puesto que fue él quien lo instruyó y amaestró. Harold Cohen se enteró de esto seis años después de su creación y pensó que Aaron no sería capaz de crear nada original. Por esta misma razón, el artista y docente empezó a idear la segunda versión de Aaron (Aaron 2). Este modelo disponía ahora de una memoria permanente que permitía guardar cualquier dibujo realizado, ya fuera de manera programada, automáticamente o a mano durante su funcionamiento. A partir de ahí Aaron fue capaz de generar nuevos conocimientos y resultados a partir de toda su información almacenada.
También se tuvo en cuenta que todo el conocimiento que el programa tendría que tener, sería sobre la representación visual de los objetos y de como derivar el conocimiento visual a partir de ellos para poder plasmarlos en dos dimensiones. Otro concepto fue que las reglas que definían la manera como Aaron2 accedía al conocimiento tenían que ser tan importantes como el propio conocimiento, permitiendo así que el comportamiento de Aaron2 no se mostrara tan marcado por las reglas definidas de los programadores de Aaron1. En 1987, Aaron2 ya tenía la autonomía suficiente como para poder dibujar a personas en paisajes con plantas al fondo, tratándose de un jardín botánico. Hasta que se llegara a este punto, Aaron2 requirió que se le inyectara mucho conocimiento sobre la construcción, el movimiento de las personas y la morfología de las plantas.
Después de aprender a ubicar a personas y objetos 3D en la década del 1980, durante los años 90 el robot fue capaz de pintar en color. Además, hay que decir que el progreso de Aaron se puede apreciar en su producto final a lo largo de los años, yendo desde trazos y líneas infantiles hasta retratos y exploraciones abstractas de color y forma.
Hasta el día de hoy se sigue investigando e intentando mejorar el proyecto del robot pintor.

## Exposiciones
Con el tiempo, las obras de la creación de Cohen han llegado a muchos de los principales museos de arte del mundo y a coleccionistas privados que se han atrevido a pagar miles de dólares por este arte artificial. Museos como el MOMA de Nueva York, el Stedelijk de Àmsterdam y la Tate de Londres han tenido la intención de plantear el debate sobre el significado de la obra de arte y el conflicto entre la creatividad y la computación.
Las obras del artista artificial también se han podido apreciar en el Museo de Brooklyn y el Museo de Arte Moderno de San Francisco.

## Debate y conflicto
Dentro de este mundo contemporáneo, ya protagonizado por la tecnología y la computación, la cuestión de muchos es si la variación y combinación de algoritmos y los softwares capaces de crear nuevos resultados podrían ser capaces de abrumar la creatividad propiamente humana.
Para muchos, el hecho que Aaron sea capaz de gestionar una cantidad infinita de información, haciéndola cada vez más óptima, mientras es conocedor del uso de diferentes herramientas, no implica una creatividad real ni evaluable, sino que constituye una creatividad aparente y de creación asistida. A pesar de que hoy en día los aparatos de este tipo no entienden de simbología ni de intencionalidad, llegará el momento en que se añadirán sensores que lo permitirán, además de relacionarse con el entorno. Sabiendo que el segundo modelo de Aaron y otros robots poseen esta memoria infinita y capacidad de crear obras originales, algunos se preguntan si esto puede acabar con un fin ético respecto al oficio y el profesional creativo. Es cierto que las máquinas no tienen conciencia, y posiblemente nunca tendrán pensamiento consciente, pero la falta de conciencia no es una razón fundamental para negar el potencial para la creatividad. Ni siquiera la inteligencia. De hecho, Cohen afirma que se sorprende con los resultados obtenidos por su máquina y declara desconocer como llega a estas interpretaciones pictóricas:
"De los artefactos de este tipo que conozco, este es la que de forma más inquietante se acerca al proceso humano de elaboración pictórica."
Por otro lado, se puede pensar que Aaron es un simple robot antropomórfico acompañado de un Software potente, el cual nunca podrá imitar el sentimiento ni la emoción humana. El mismo Cohen menciona que la creatividad de Aaron no es realmente total:
"Aaron es creativo con c minúscula. Uno puede fabricar cestas o velas de manera creativa", dice Cohen, "El problema es que no sabemos si de la creatividad con minúscula se puede pasar a la Creatividad".
¿Cuál es entonces la opinión acertada dentro de esta ambivalencia? ¿Llegará el día en que la computación y los algoritmos se convertirán en físicos teóricos, músicos y artistas?